# Terray Lajos
Terray Lajos (Stefuró, 1885. február 10. – Budapest, 1965. október 18.) jogász, borászati szakértő, szakíró.

## Életpályája
Terray Lajos elemi iskoláit Stefuróban végezte, s már korán feltűnt nyelvtehetségével: gyermekkorában beszélt anyanyelvén kívül német, tót és francia nyelven. Középiskoláit Besztercebányán a Katolikus Gimnáziumban 1895-től, majd Körmöcbányán és Rozsnyón végezte el, 1903-ban érettségizett. Ezt követően joghallgató lett, tanulmányai során Európa legtöbb államát beutazta, tanult Budapesten, a Göttingeni egyetemen, majd a Kolozsvári egyetemen is, jogi doktorátusát az 1907. évben tette le Kolozsvárott. Munkácson volt másfél évig ügyvédjelölt, majd egy évig Bécsben a Cseh Morva Iparbanknál volt banktisztviselő. Ezután 1910-ben a Magyar Királyi Földmívelésügyi Minisztérium alá tartozó hegyvidéki kirendeltségre került, előbb Zsolnára, majd Budapestre 1912 körül a kertészeti, majd a szőlészeti-borászati főosztályra. Itt több ügyosztályon teljesített szolgálatot, 1926 januárjától pincefelügyelő és miniszteri titkár, továbbá 1935-ig szőlészeti és borászati főfelügyelő a VI. fizetési osztályban. 1926-tól a különböző mulatók pezsgőhamisítási (elsősorban a Törley pezsgőt hamisították) ügyeiben bírósági szakértőként működött közre, amiről a sajtó (pl. 8 Órai Újság, Pesti Napló, Magyar Hírlap, Nemzeti Újság, Borászati Lapok, stb.) rendszeresen beszámolt. 1935-tól 1942-ig, nyugdíjba vonulásáig, a Budapesti Szőlészeti és Borászati Kerületi Felügyelőség vezetője. 1939-ben az országos szőlészeti és borászati főfelügyelői címet kapta. A Borászati Lapok 1939-es indoklása szerint:

„Dr. Terray Lajos főfelügyelő évek óta vezetője a budapesti kerületnek és kiváló képességeivel igen nagy szolgálatokat tett különösen a borellenőrzés ügyének. Kinevezése a borgazdaság érdekeltjei körében őszinte és osztatlan örömet keltett, mert abban egy kiváló, óriási munkabírású férfiú hosszú évek óta kifejtett önzetlen munkájának elismerését látjuk.”

 Ld.: még: Az Est Magyarság, Budapesti Hírlap, Magyarország,
Piacfelügyelői, bor ellenőrzési megbízatását a földmívelésügyi miniszter megbízatásából 1942 után is megtartotta 1945-ig. 1942-ben saját kérésére nyugdíjba vonult. Látása folyamatosan romlott, 1945-ben megvakult. Katona nem volt.

## Fontosabb munkái
- „Az új bortörvény (1936. V. t.-c) és végrehajtási utasítás magyarázata.” Kiadó: Dr. Bleyer Imre. Budapest, 1938.